# Solid Gold Hits
Solid Gold Hits è il secondo Greatest Hits dei Beastie Boys.

## Il disco
Raccolta di 15 tra i più celebri brani dei Beastie Boys, dalle hit dei tempi di Licensed to Ill (No Sleep Till Brooklyn, Fight For Your Right, Brass Monkey) ai successi più recenti tratti da To the 5 Boroughs (Ch-Check It Out, Triple Trouble, An Open Letter to NYC). Da segnalare la presenza del remix di Body Movin', opera del dj Fatboy Slim.
Esiste anche una versione extra dell'album, con CD più DVD con tutti i videoclip delle canzoni presenti nel disco.
Unico inedito il videoclip di Brass Monkey, performance live tratta dal concerto tenutosi al Madison Square Garden di New York nell'ottobre 2004. Il concerto in questione verrà poi pubblicato su DVD in versione integrale nel 2006, con il titolo Awesome; I Fuckin' Shot That!.

## Tracce
1. So What'cha Want – 3:37
2. Brass Monkey – 2:38
3. Ch-Check It Out – 3:10
4. No Sleep Till Brooklyn – 4:06
5. Hey Ladies – 3:48
6. Pass the Mic – 4:17
7. An Open Letter to NYC – 4:13
8. Root Down – 3:31
9. Shake Your Rump – 3:17
10. Intergalactic – 3:30
11. Sure Shot – 3:18
12. Body Movin' (Fatboy Slim's remix) – 4:08
13. Triple Trouble – 2:43
14. Sabotage – 2:58
15. Fight For Your Right – 3:32

## Formazione
- Michael Diamond - voce e batteria
- Adam Horovitz - voce e chitarra
- Adam Yauch - voce, basso e contrabbasso (Quest'ultimo nella canzone "Root Down")
- Mario Caldato Jr. - Collaborazione testi e musica (campionamenti) in So What'cha Want, Pass the Mic, Intergalactic, Sure shot e Body Movin'.
- Mark Nishita - Collaborazione musica (tastiere) e testi in So What'cha Want e Pass the Mic.
- Dust Brothers - Collaborazione testi e musica (campionamenti) in Hey Ladies e Shake your Rump.
- Mix Master Mike - Dj nei pezzi Ch-Check It Out, An Open Letter to NYC, Intergalactic e Triple Trouble, ed attuale componente della band.
- Dj Hurricane - Dj nei pezzi So What'cha Want, Hey Ladies, Pass the Mic, Root Down, Shake your Rump, Sure Shot e Sabotage: è uscito dal gruppo nel 1996.